# Terra de Enderby
|  |

A Terra de Enderby (em inglês:  Enderby Land) é uma massa de terra da Antártida Oriental que se estende desde o glaciar Shinnan a 44°38'E até à baía de William Scoresby a 59°34'E. Limita a oeste com a Terra de Maud e a leste com a Terra de Kemp.
Está no setor da Antártida reclamado pela Austrália, denominado Território Antártico Australiano.
Os acidentes geográficos mais destacados da Terra de Enderby são a baía Amundsen, a baía Casey, as montanhas Scott, as montanhas Tula, as montanhas Napier e a Ilha Branca. Os picos mais altos são o monte McMaster (2830 m) e o monte Elkins (2300 m).

## História
Foi descoberta em fevereiro de 1831 por John Biscoe, navegando no Tula. Este assim a chamou em homenagem aos irmãos Enderby de Londres, proprietários do navio.